# 爱的阶梯
《爱的阶梯》，是一部2016年中國大陸電視劇，本劇改编自台湾156集长篇电视剧《天地有情》，该剧的故事核心是一对情侣經历的波析。导演罗灿然指导，台湾幕后团队倾力打造，汇集张睿、张檬、霍政谚、杨诚诚、邹廷威、迪丽热巴等新生代人气偶像领衔主演，欢瑞世纪影视传媒股份有限公司出品，2014年3月开拍，7月杀青。

## 播放平台
| 頻道     | 所在地 | 日期          | 時間      | 備註 |
| 江苏卫视 | 中国   | 2016年3月10日 | 每晚19:30 |      |

## 故事大綱
张皓天与宋子杨、路风是结拜兄弟，因一次偶然，皓天结识了陈秋妍，意外救了天成集团董事长也是宋子杨之父宋天成，从此他的命运也因此改变。
为与天成最大竞争对手龙威集团实现强强结合，宋子杨在父亲的安排下和龙威千金楚田心结婚，可他却爱上了身为楚田心小姨的陈秋妍，同时他的妹妹宋子涵，也对张皓天一见钟情，宋家两兄妹分别用手段逼迫秋妍和皓天，皓天与秋妍明明相爱却又彼此伤害。就在皓天与子涵的婚礼上，皓天母亲情急之下道出了皓天是宋天成亲生儿子的秘密！
宋子涵为报复父亲，以假怀孕折磨两家人。宋子杨也在得知陈秋妍爱的是张皓天这个事实后，无法面对昔日的兄弟，投靠了楚振华。令谁都没想到的是，路风早就隐隐跟随在楚振华身边，为找到杀父仇人而周旋在宋子涵与楚田心两个女人之间，而凶手正是宋天成和皓天之养父张明山。路风已经被仇恨蒙蔽了心灵，曾经的三兄弟如今反目，变成今生最大的敌人…
在众人身心备受煎熬的时候，周建国出现，掀开了他跟楚振华的妻子夏丽娜不堪回忆的往事。原来陈秋妍并不是楚田心的小姨，竟是她同母异父的姐姐！又一个令人无法接受的真相像挥之不去的噩梦缠绕在当事人的心头。当张皓天排除万难最终决定跟陈秋妍厮守一生的时候，悲剧再次降临在陈秋妍身上，她发现自己的妹妹楚田心爱上了张皓天，而陈秋妍自己则在这个时候被检查出患有晚期血癌！绝望、无助将陈秋妍推向崩溃的边缘，她不想让大家难过，选择独自承受。
可是，让陈秋妍万万没想到的是，她百般掩盖的事情偏偏被宋子杨发现，而这个残酷的真相却如警钟般敲醒了宋子杨沉睡的心，他放弃了自己显赫的身份，终日陪伴在陈秋妍身边，默默承受着大家的误会和指责。张皓天误会陈秋妍选择和宋子杨在一起，内心百感交集，这时，楚田心渐渐走近张皓天，张皓天也试着向她敞开心扉…

## 演員列表

### 張家
| 演員   | 角色   | 原劇角色                    | 介紹                   |
| 蒋宇韬 | 张明山 | 黄坤南（杨怀民 饰）         | 張皓天、张乐美之父     |
| 劉瑞琪 | 孙惠芳 | 周秀芳（李蕙瑛 饰）         | 張皓天、张乐美之母     |
| 张睿   | 张皓天 | 江天霖／黄天霖（黄少祺 饰） | 宋子杨、路风的好兄弟。 |
| 张维娜 | 张乐美 | 黄天美（连静雯 饰）         | 孙惠芳之女、張皓天之妹 |

### 宋家
| 演員     | 角色   | 原劇角色            | 介紹                                             |
| 黄文豪   | 宋天成 | 江勝煌（萧大陆 饰） | 天成集团董事长 宋子杨、宋子涵之父                |
| 胡彩虹   | 贺敏   | 吴瑞英（苗可丽 饰） | 宋子杨、宋子涵之母                               |
| 霍政谚   | 宋子杨 | 江清文（王灿 饰）   | 宋子涵之哥哥，單戀陈秋妍，张皓天、路风的好兄弟。 |
| 迪丽热巴 | 宋子涵 | 江清霞（谢金燕 饰） | 宋天成之女、宋子杨之妹。                         |

### 楚家
| 演員   | 角色   | 原劇角色                    | 介紹                                                 |
| 艾伟   | 楚振华 | 林义海（庞祥麟 饰）         | 龍威集團董事長 陈秋妍之姐夫，楚耀辉、楚田心之父。    |
| 吴映   | 夏丽娜 | 张淑卿（方岑 饰）           | 陈秋妍之生母、楚振华之妻，楚耀辉之繼母、楚田心之母。 |
| 张檬   | 陈秋妍 | 陈淑婷／张淑婷（陈仙梅 饰） | 楚田心的姐姐。                                       |
| 高伟光 | 楚耀辉 | 林文唐（江国宾）            | 楚振华之子、楚田心之兄。                             |
| 杨诚诚 | 楚田心 | 林欣岚（方馨）              | 楚振华之女、楚耀辉之妹，曾經跟宋子揚有婚約。         |

### 其他演員
| 演員   | 角色   | 原劇角色            | 介紹                                     |
| 应昊茗 | 杨文鹏 | 楊志峰（陈冠霖 饰） | 天成集團董事長的特助                     |
| 郝泽嘉 | 罗珊   | 郑秋华（陈谊 饰）   | 天成集團董事長的秘书                     |
| 邹廷威 | 路风   | 施正杰（柯叔元 饰） | 路云之兄，宋子杨、张皓天的好兄弟。       |
| 米热   | 路云   | 施正邦（高允汉饰）  | 何雅的男朋友、路风之弟。                 |
| 何中华 | 何志遠 | 许铭德（刘德凯 饰） | 何雅之父 第1集與杨文鹏爭執時，意外身亡。 |
| 唐艺纯 | 何雅   | 许雪贞              | 何志遠之女，路云的女朋友。               |
| 魏志英 | 安妮   | 周丽娜              |                                          |
| 袁烁程 | 凯文   |                     |                                          |
| 古铭瀚 | 闻俊   |                     |                                          |

## 电视原声带
| 曲序 | 曲目                     | 演唱     |
| ---- | ------------------------ | -------- |
| 1.   | 《哭过，恨过》（片头曲） | 张檬     |
| 2.   | 《让你流泪》（片尾曲）   | 张睿     |
| 3.   | 《爱在心中》（插曲）     | 迪丽热巴 |
| 4.   | 《如果爱重来》（插曲）   | 杨诚诚   |
| 5.   | 《含泪的幸福》（插曲）   | 邹廷威   |

## 連結
- 《爱的阶梯》的新浪微博

| 中国 江苏卫视 幸福劇場 每日 19:30-21:15     | 中国 江苏卫视 幸福劇場 每日 19:30-21:15 | 中国 江苏卫视 幸福劇場 每日 19:30-21:15 |
| ------------------------------------------- | --------------------------------------- | --------------------------------------- |
|                                             | 爱的阶梯 （2016年3月10日－2016年4月）   |                                         |
| 女医·明妃傳 （2016年2月13日－2016年3月9日） | 我是杜拉拉 （2016年4月16日－2016年5月） |                                         |